# Chip (cờ bạc)

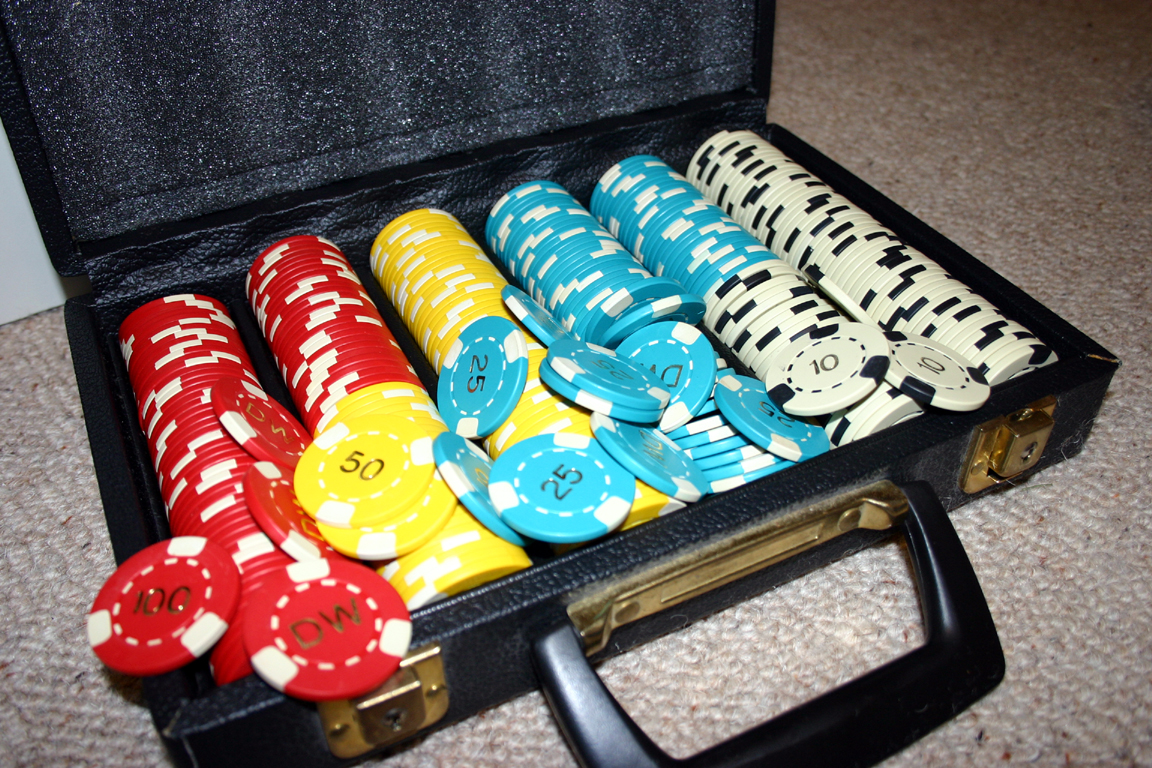
Một bộ Poker Chips làm từ ABS

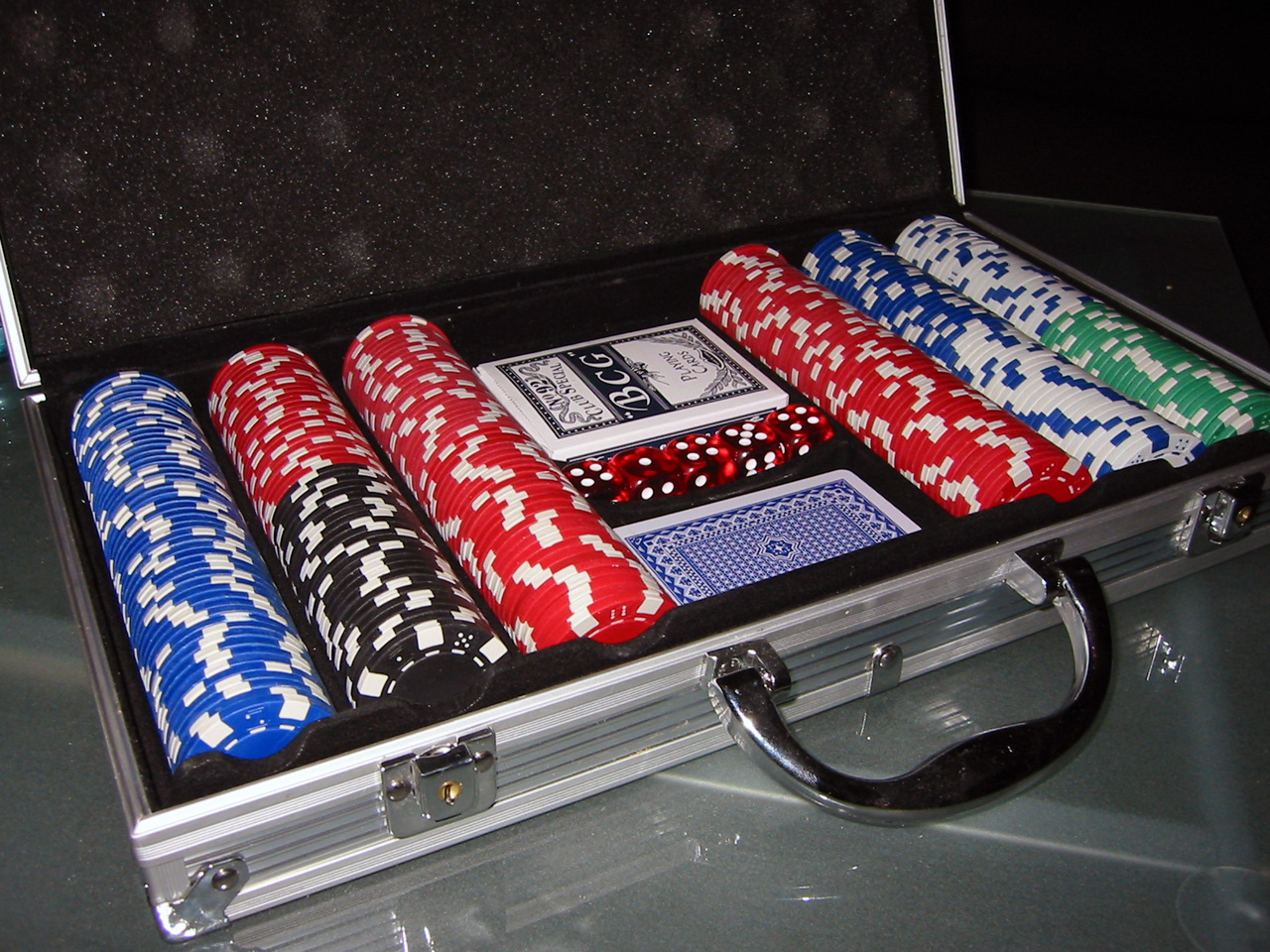
300 "chip" cơ bản làm từ đất sét bọc kim loại

Chip (còn gọi là token, check, hoặc cheque trong Tiếng Anh hay phỉnh) là một dụng cụ đánh bạc sử dụng trong các sòng bài, thường được sử dụng trong các sòng bạc để chơi trò chơi may rủi như poker, blackjack, roulette,... Nó có hình dáng tương tự như đồng tiền nhưng dày hơn dùng để đặt cược thay cho việc đặt cược trực tiếp tiền hoặc đá quý vì các lý do an ninh.

## Các loại chip
Chip đánh bạc được làm từ kim loại, nhựa, hoặc đất sét tôi cứng bọc kim loại. Tùy theo những kiểu chơi khác nhau mà giá trị của chúng (có thể thấy rõ qua màu sắc) có thể cách xa nhau. Trái ngược với niềm tin phổ biến, không có trọng lượng chính thức dành cho các chip casino. Các chip lưu hành trong phần lớn Las Vegas không quá 10 gram.

## Lịch sử
Tổ tiên của các token sòng bạc hiện đại là các máy đếm được sử dụng để ghi điểm trong các trò chơi bài Ombre và Quadrille. Vào năm 1752, bộ Quadrille của Pháp có chứa một số bộ đếm khác nhau, được gọi là jetons, fiches và mils. Không giống như các chip poker hiện đại, chúng được tô màu khác nhau chỉ để xác định quyền sở hữu của người chơi nhằm mục đích giải quyết các khoản thanh toán khi kết thúc trò chơi, với các mệnh giá khác nhau được phân biệt bằng các hình dạng khác nhau mà mỗi loại máy đếm có.
Nhiều công ty từ những năm 1880 và 1930 làm ra poker chip từ đất sét. Có gần 1000 kiểu để chọn hầu hết có màu trắng, đỏ, xanh, vàng, nhưng trên lý thuyết có thể làm ra bất kỳ màu nào tùy thích.

## Sưu tầm
Sở thích sưu tầm "chip" đánh bạc gia tăng cùng với sự hoạt động của câu lạc bộ the Casino Chips & Gaming Tokens Collectors Club thành lập năm 1988. Vài chip có giá tới $100,000 và thường mua bán trên eBay. Nhiều sòng bạc cũng sản xuất các bộ bài và bộ chip đặc biệt của mình để bán.

## Giá trị
Hình thức, màu sắc, họa tiết và giá trị của chip thay đổi tùy theo sòng bạc hoặc tập đoàn sòng bạc, Năm màu sắc của chip phổ biến nhất là: trắng, đỏ, xanh dương, xanh lá cây và đen. Ngoài ra tại châu Âu cũng chấp nhận các tiêu chuẩn của Bellagio, một sòng bạc lớn nhất thế giới như sau:
- Ánh kim màu xanh với màu cam sọc: $ 0,01
- Màu tím với màu trắng sọc: $ 0,05
- Màu cam với màu xanh sọc: $ 0,10
- Màu xám với màu trắng sọc: $ 0,25
- Màu vàng với màu xanh sọc: $ 0,50
- Màu trắng với màu xanh sọc: $ 1
- Màu đỏ với màu trắng sọc: $ 5
- Màu xanh lá cây với màu trắng sọc: $ 25
- Màu đen với màu trắng sọc: $ 100
- Đỏ với các sọc màu vàng: $ 500
- Màu da cam với sọc trắng:$ 1 000
- Màu hồng với sọc: $5 000
- Ánh kim màu xanh với màu đỏ sọc: $ 10 000
- Màu xanh lam với sọc trắng: $ 25 000
- Màu tím với các sọc màu vàng: $ 100 000
- Màu tím với màu cam sọc:$500 000
- Màu xanh với màu cam sọc: $ 1.000.000

Ngoài ra hai bảng dưới đây cũng là quy định thường thấy tại châu Âu:

#### Bảng thống kê giá trị cơ bản
- Trắng: $1
- Hồng: $2,50
- Đỏ: $5
- Xanh dương: $10
- Xanh lá: $25
- Đen: $100

#### Bảng thống kê giá trị đầy đủ
- Trắng: $1
- Vàng: $2
- Đỏ: $5
- Xanh dương: $10
- Xám: $20
- Xanh lá: $25
- Cam: $50
- Đen: $100
- Hồng: $250
- Tím: $500
- Đỏ Burgundy (đỏ bọc-đô): $1,000
- Lam nhạt: $2,000
- Nâu: $5,000

Số lượng chip cần thiết cho một trò chơi poker phụ thuộc vào số lượng người chơi tại bàn và các biến thể thực hành. Thẻ thường được bán trong các bộ từ 100 đến 1000 miếng.